# Anne Kyllönen
Anne Kyllönen (Kajaani, 30 novembre 1987) è una fondista finlandese.

## Biografia
In Coppa del Mondo ha esordito il 1º dicembre 2007 a Kuusamo (34ª), ha ottenuto il primo podio il 13 dicembre 2012 a Canmore (2ª) e la prima vittoria il 3 febbraio 2013 a Soči Krasnaja Poljana.
In carriera ha partecipato a due edizioni dei Giochi olimpici invernali, Soči 2014 (14ª nella 10 km, 16ª nella sprint, 31ª nello skiathlon, 2ª nella staffetta) e Pechino 2022 (16ª nella 10 km, 20ª nella 30 km, 22ª nello skiathlon, 4ª nella staffetta), e a sette dei Campionati mondiali (5ª nella staffetta a Val di Fiemme 2013 il miglior risultato).

## Palmarès

### Olimpiadi
- 1 medaglia:
  - 1 argento (staffetta a Soči 2014)

### Mondiali juniores
- 1 medaglia:
  - 1 bronzo (staffetta a Tarvisio 2007)

### Coppa del Mondo
- Miglior piazzamento in classifica generale: 7ª nel 2013
- 13 podi (5 individuali, 8 a squadre):
  - 2 vittorie (a squadre)
  - 8 secondi posti (4 individuali, 4 a squadre)
  - 3 terzi posti (1 individuale, 2 a squadre)

#### Coppa del Mondo - vittorie
| Data             | Località | Nazione | Spec.                             |
| ---------------- | -------- | ------- | --------------------------------- |
| 3 febbraio 2013  | Soči     | Russia  | TS TC (con Mona-Liisa Malvalehto) |
| 22 dicembre 2013 | Asiago   | Italia  | TS TC (con Aino-Kaisa Saarinen)   |

Legenda:

TC = tecnica classica

TS = sprint a squadre

#### Coppa del Mondo - competizioni intermedie
- 3 podi di tappa:
  - 1 secondo posto
  - 2 terzi posti